# Die Rache einer Frau
Die Rache einer Frau (inglese: A Woman's Revenge) è un film muto del 1921 sceneggiato e diretto da Robert Wiene.

## Produzione
Il film fu prodotto dall'Ebner & Co. e dalla Maxim-Film GmbH.

## Distribuzione
Distribuito dall'Universum Film (UFA), il film fu presentato in prima a Berlino il 14 aprile 1921. In Finlandia, uscì il 28 novembre dello stesso anno.